# Graptofilum
Graptofilum (lat. Graptophyllum), biljni rod iz porodice primogovki smješten u podtribus Graptophyllinae, dio tribusa Justicieae, potporodica Acanthoideae. Sastoji se od 15 vrsta grmova ili manjeg drveća razbacanih po Africi, Novoj Gvineji, Australiji, Novoj Kaledoniji, Melaneziji i Polineziji. Među najpoznatijima je biljka karikatura,  uspravan, jako razgranat grm koji naraste do 3,5 metra visine. Biljka ima niz tradicionalnih medicinskih upotreba, a koristi se i kao zamjena za sapun. Obično se uzgaja kao ukrasna biljka i biljka za živu ogradu u tropima, a također i kao lončanica u hladnijim krajevima, a posebno je cijenjena zbog svojih atraktivnih, prošaranih listova u kojima neki ljudi mogu vidjeti karikature ljudskog lica. 

## Etimologija
Latinsko ime roda dolazi od grčkog graptos, napisano na, i phyllon, list, odnosi se na oznake na listu (osobito uočljive na G. ilicifolium)

## Opis.
Grmovi i drveće.

## Vrste
1. Graptophyllum balansae Heine; Nova Kaledonija
2. Graptophyllum excelsum (F.Muell.) Druce; Queensland
3. Graptophyllum gilliganii (F.M.Bailey) S.Moore; Nova Gvineja
4. Graptophyllum glandulosum Turrill; Nigerija, Kamerun
5. Graptophyllum ilicifolium (F.Muell.) Benth.; Queensland
6. Graptophyllum insularum (A.Gray) A.C.Sm.; Tonga (´Eua, Lifuka, Vava´u); Fidži
7. Graptophyllum macrostemon Heine; Nova Kaledonija
8. Graptophyllum ophiolithicum Heine; Nova Kaledonija
9. Graptophyllum pictum (L.) Griff.; Nova Gvineja (Irian Jaya, Papua Nova Gvineja); Australija (Queensland); uvezena po mnogim državama.
10. Graptophyllum pubiflorum S.Moore; Nova Gvineja
11. Graptophyllum repandum (A.Gray) A.C.Sm.; Fidži
12. Graptophyllum reticulatum A.R.Bean & Sharpe; Queensland
13. Graptophyllum sessilifolium A.C.Sm.; Fidži (samo tip)
14. Graptophyllum spinigerum F.Muell.; Nova Gvineja (Papua Nova Gvineja); Australija (Queensland)
15. Graptophyllum thorogoodii C.T.White; Australija (Queensland)

## Sinonimi
- Earlia F.Muell.; Fragm. 3: 159 (1863)
- Marama Raf.; Fl. Tellur. 4: 62 (1836)